# 爱默生·罗梅罗
爱默生·欧文·罗梅罗（英語：Emerson Irving Romero，1900年8月19日—1972年10月16日）是古巴裔美国默片演员，曾用名汤米·艾伯特（Tommy Albert）。罗梅罗开创了为有声电影提供字幕的技术，使聋人和听力障碍者也能观看有声电影。

## 早期生活和教育
爱默生·欧文·罗梅罗于 1900 年 8 月 19 日出生于古巴的哈瓦那。他是电影和电视制作人塞萨尔·罗梅罗的嫡亲表兄。六岁时，罗梅罗因百日咳发烧而失聪。1907年至1915年，他就读于纽约莱特口语学校。毕业后，他在斯泰弗森特高中（Stuyvesant High School）学习了一年。他还曾就读于印第安纳州的因特拉肯高中，并于 1920 年毕业于新泽西州的布莱尔学院。
罗梅罗在纽约的哥伦比亚大学学习了一年，然后转学到宾夕法尼亚州伊斯顿的拉斐特学院。在拉斐特学院学习两年后，罗梅罗因父亲经济困难被迫退学。

## 演艺生涯
离开拉斐特学院后，罗梅罗在纽约联邦储备银行找到了工作。他的哥哥多里安在古巴创办了一家电影公司——泛美电影公司，并鼓励罗梅罗考虑演戏。 罗梅罗主演了多里安编剧的长篇电影《哈瓦那的美国佬》（A Yankee in Havana）。除了演戏，他还参与了外景拍摄、影片剪辑和字幕撰写。  罗梅罗在古巴时主演的电影在商业上并不成功，但他的演技引起了导演理查德·哈伦的注意，在他的鼓励下，罗梅罗于 1926 年前往好莱坞发展。
1926年到1928年间，罗梅罗出演了超过 24 部两卷短篇喜剧，包括《貓眼》《Great Guns》《Hen-Pecked in Morocco》《Sappy Days》和翻拍版《Tillie's Punctured Romance》。   电影发行商希望他取一个 “更像美国人 ”的名字，应发行商的要求，他改名为汤米·艾伯特。他主演的电影现在已经失传了。1927 年有声电影问世后，聋人不再被视为有潜力的演员，电影制片厂不再提供字幕，聋人被排除在欣赏电影之外。1928年秋，罗梅罗回到纽约，回到他以前的雇主联邦储备银行。

## 后半生
1934年，罗梅罗与朋友约翰·芬克和萨姆·布洛克一起创办了聋人剧团。剧团持续了20年；罗梅罗在这些年里出演和导演了多部戏剧。1938年和1939年，他担任了《聋人文摘》的编辑，并开始了新的职业生涯，成为共和航空的钣金和模板制作师，帮助生产第二次世界大战中使用的共和P-47雷电战斗机。
罗梅罗一直在寻找帮助聋人社区的方法，他购买了几部电影，并尝试制作字幕。1947年，罗梅罗第一次为电影制作字幕，将胶片切成条状，在画框之间插入带有字幕的胶片。这种效果类似于无声电影中的片中字幕，用文字图像穿插动作场面。他将电影租给聋哑学校和俱乐部。为防止盗版，这些影片的视觉质量都很差；此外，罗梅罗还删除了电影的原声带，让任何有听力的人都听不到。然而，他的努力受到了其他人的关注，其中包括美国聋人学校的校长埃德蒙·伯克·博特纳，他发明了更实用的字幕方法，并与他人共同创立了美国政府资助的聋人字幕电影项目。
1959年，罗梅罗发明并销售了专为聋人和重听人设计的振动闹钟Vibralarm；他还销售了一整套聋人用品，如门铃、烟雾探测器和婴儿闹钟等。1970年，纽约市聋人公民协会授予罗梅罗年度公民成就奖，“以表彰他为聋人做出的不懈努力和奉献”。
1972年春，罗梅罗和妻子搬到科罗拉多州博尔德市。1972年10月16日，他在那里去世。

## 脚注
1. 1 2 3  Lang & Meath-Lang 1995，第302頁.
2. ↑  . Gallaudet University Library Guide to Deaf Biographies and Index to Deaf Periodicals. Gallaudet University.   [28 August 2020]. （原始内容存档于2024-07-06）.
3. 1 2  Gannon 1981，第266頁.
4. 1 2  Penn 1927，第162頁.
5. ↑  Rosenholz, Elliott; Sturm, Ruth Brown. . The Deaf American. January 1972, 24 (5): 7–10.
6. 1 2  Schuchman 1999，第26頁.
7. ↑  Lang & Meath-Lang 1999，第302-303頁.
8. ↑  Lang & Meath-Lang 1999，第303頁.